# 江苏历史
江苏地域是汉族诞生的摇篮之一，江苏北部屬徐州，而南部屬揚州。三千年来，经济文化都处于中国的前列。江苏省会南京号称六朝古都，十朝都會，做過十二個朝代的都城，一直被視為中華正朔。「無錫」作為吳文化的發源地，「蘇州」作為吳文化最為代表城市，名揚海外。而境内的扬州、徐州在历史上也曾经为各割据政权的首都。

## 名称由来
清朝康熙六年（公元1667年）,江南省分为「江苏（包括上海）」和安徽，江苏（包括上海）始建省，省名取江宁府与苏州府名第一字为江苏。这就是江苏名称的由来。

## 上古时期
在上古时代，江苏远离中原文化的中心陕西、河南，山西等，有着獨特的地域文化。黄淮、江淮一带地区是古代淮夷部落的家乡。苏锡常地区属跨湖桥-马家浜-松泽-良渚-马桥文化。（参见：跨湖桥文化、马家浜文化、松泽文化、良渚文化、马桥文化。）南京，鎮江地区属湖熟文化。
中国傳說歷史中的华夏始祖，五帝之一帝尧。传说出生于三阿之南（今江苏高邮县西北或天长市高邮湖区附近）。
周朝时，江苏与中原地区的接触增多，在江苏南部兴起了吴国 （定都姑苏，今苏州），是春秋五霸之一。后吴国为越国所灭。越灭吴后一度迁都琅玡，后因琅玡被齐国攻破，迁都姑苏（今苏州市）。

## 春秋战国
春秋末期，吴国在吴王寿梦在位时成为强国，在前484年击败位于今天山东的北方强国齐国，称霸中原。前473年，吴国被位于今天浙江北部的越国所灭，前306年，越国又被西面的强国楚国所擊敗，最终越国為秦国在前222年所消灭，形成统一的中国。

## 秦朝，西楚与汉朝
- 秦汉之际，项羽曾以此西楚为国号，号称西楚霸王为当时中国国家元首但未正式称帝。西楚以今天江苏淮安楚州为中心，范围大概是今苏北与皖北；而最大城市彭城（今江苏徐州市）以东到海被称为东楚；楚国历史上的中心，江陵到寿春被称为南楚。楚汉之争后项羽失败自刎，汉朝建立。

- 汉初在江浙一带设立同姓诸侯国荆国，后“上患吴会稽之轻惮”（汉高祖刘邦害怕吴地、会稽的人不服从他的皇权），于是派遣刘濞为吴王，统治（或者说镇压）今江苏淮河以南和浙江大部分地区。（实际上刘濞统治会稽郡、丹阳郡、广陵郡的大部分地区）然而刘濞狼子野心，后来他发动七国之乱，其叛乱失败后逃往位于今浙江省温台地区的东瓯国，然而东瓯惧于汉朝压力杀了刘濞，刘濞的儿子又逃往位于今福建省的闽越国（东越国），并且鼓动闽越王进攻曾杀害他父亲的东瓯。后东瓯为闽越所灭，汉朝帮助东瓯移民迁于江淮之间的庐江郡（今属安徽）。

- 汉朝的江苏绝大部分属于2个州: 长江以北属徐州刺史部，长江以南属扬州刺史部。今江苏北部设有楚国4县（都城在今徐州）、泗水国2县（都城在今泗阳附近）、广陵国4县（治所在今扬州附近）、临淮郡18县（治所在今泗洪附近）、东海郡13县（治所在今山东郯城）、琅邪郡（治所在今山东诸城）赣榆县。扬州刺史部（非今日之扬州市）包括江苏南部、安徽大部、浙江、江西和福建，在今江苏南部设有会稽郡7县（治所在今苏州）和丹阳郡5县（治所在今安徽宣城）。

## 六朝
三国时期，江苏南部属吴国 (222年－280年)。中部及北部属曹魏。317年，西晋遭受外族侵略，汉族權贵逃亡到江南，在建康(今南京)先后建立起东晋和随后的4个朝代 (南朝，420年－589年)。江北地区则成为南北进行拉锯战的场所，时而属于南方，时而又属于北方。

## 隋唐
589年隋朝灭陈，重新统一南北，并完成了贯通南北的大运河。隋代起初对南朝遗民采取高压政策，包括苏南地区在内的南方许多地区出现了萧条景象，后来经过南方地主的斗争，隋朝终于采取了比较温和的南方政策，使得苏南及其他原陈朝统治的长江以南地区出现了复苏的景象。但六朝旧都建康在战争中受破坏过于严重，整个唐代不见起色，加上晚唐建康处于淮南、浙西、宣歙三大藩镇交界之处，很容易受到战争的破坏，直到南唐立国江宁，南京城才开始恢复六朝盛事。
在隋末大乱中，军阀沈法兴先破坏了扬州城，然后攻入江南，对江南经济造成不小的破坏。其势力最远曾到达杭州。
唐朝(618年 – 907年) 是中国第二个黄金时代。唐代皇室粮食供应需要依靠江南，唐王朝规定每年二月江南运粮船集中于扬州，于是扬州成为中国最著名的商业城市。江苏省长江以南部分属江南东道，长江以北、淮河以南部分属淮南道，淮河以北属河南道。
晚唐中国出现严重的藩镇割据问题，江苏也长期出现了淮南节度使（驻地扬州）和浙西观察使（驻地镇江）之间的对立和冲突。
| 州   | 附郭县        | 县                                 |
| 苏州 | 吴县 长洲县   | 常熟县 昆山县 嘉兴县 海盐县        |
| 常州 | 武进县 晋陵县 | 无锡县 义兴县 江阴县               |
| 润州 | 丹徒县        | 曲阿县 延陵县 金坛县 江宁县 句容县 |
| 扬州 | 江都县 江阳县 | 扬子县 六合县 海陵县 天长县 高邮县 |
| 楚州 | 山阳县        | 淮阴县 盐城县 安宜县 盱眙县        |
| 泗州 | 临淮县        | 徐城县 涟水县 下邳县 宿预县 虹县   |
| 海州 | 朐山县        | 东海县 沭阳县 怀仁县               |
| 徐州 | 彭城县        | 丰县 沛县 萧县 滕县 符离县 蕲县    |

## 五代、杨吴、南唐和吴越
五代、杨吴、南唐和吴越都是晚唐藩镇割据的产物。其时今江苏省淮河以北大部分地区属五代，今苏州地区属吴越，其余地区属杨吴和南唐。892年，淮西（今属安徽）人杨行密在扬州建立吴国，937年徐州人李昪代杨吴自立，建立南唐，定都江宁。吴越的建立者钱镠因镇压黄巢流寇有功，受到唐朝统治者的嘉奖，因而成为浙东军阀。976年，宋朝大军攻入江宁，同时吴越军队攻入常州，淮河以南最后一个阻碍宋朝统一的政权——南唐灭亡。

## 宋朝
宋朝(960年-1279年) 时，富裕商人阶层和新兴的市场经济得到发展，苏州和江宁等主要城市成为新兴商业中心，成为富裕的代名词。
北宋在今江苏省长江以南部分置两浙路（上海和浙江省杭嘉湖地区同属这一路），今南京地区属江南东路，长江以北大部分属淮南东路。 今天徐州地區屬於南京應天府所在的京東西路。
1127年，女真族的金國征服了华北等漢族地區北部，流经江苏北部的淮河，成为北方的金國和南方的南宋的边界线。京東西路被撤銷，淮南東路，江南東路，兩浙西路仍然存在，在邊界有了微調。
| 府、州、军 | 附郭县        | 县                   |
| 江宁府     | 江宁县 上元县 | 句容县 溧水县 溧阳县 |
| 苏州       | 吴县 长洲县   | 常熟县 吴江县 昆山县 |
| 常州       | 武进县 晋陵县 | 无锡县 宜兴县 江阴县 |
| 润州       | 丹徒县        | 丹阳县 金坛县        |
| 扬州       | 江都县        | 天长县               |
| 楚州       | 山阳县        | 淮阴县 盐城县 宝应县 |
| 真州       | 扬子县        | 六合县               |
| 泰州       | 海陵县        | 兴化县 如皋县 泰兴县 |
| 通州       | 静海县        | 海门县               |
| 泗州       | 盱眙县        | 临淮县 招信县        |
| 海州       | 朐山县        | 东海县 沭阳县 怀仁县 |
| 徐州       | 彭城县        | 丰县 沛县 萧县 滕县  |
| 淮阳军     | 下邳县        | 宿迁县               |
| 高邮军     | 高邮县        | /                    |
| 涟水军     | 涟水县        | /                    |

## 元朝
13世纪末，蒙古人控制了漢地全境。元朝初期，江苏属江淮行省；后化江而治理，长江以南与浙江，福建，皖南同属江浙行省，长江以北与皖北，湖北，河南同属河南江北行省。

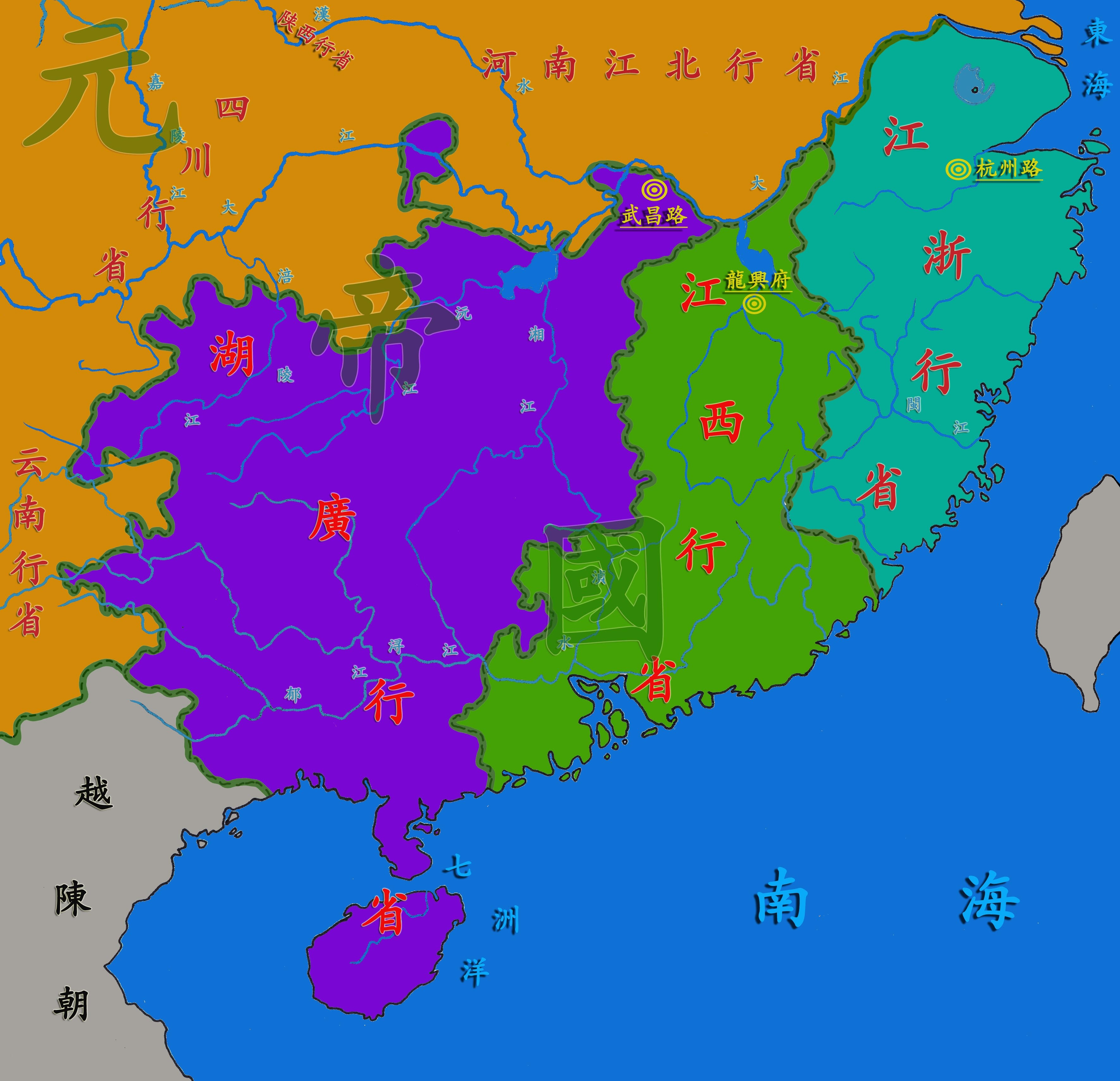
元 河南江北行省，江浙行省统治下的江苏

## 明朝
1368年，洪武皇帝（朱元璋）建立漢族明朝，赶走了占据漢地的蒙古人，起初定都南京。今天整个江苏省和安徽省的各府和直隶州直属中央，称为直隶，后改南直隶；在后来的江苏省境内共设有7个府，其中位于江南的有5个：应天府（南京）、苏州府、松江府、常州府和镇江府；位于江北的只有2个：扬州府和淮安府。
1421年，永乐皇帝（朱棣）迁都北京。此后南北两京和两直隶并立200多年，江苏南部苏州等地，由于繁荣的纺织工业继续成为全中国的经济中心，以及工业化和城市化程度最高的地方，大小市镇星罗棋布，地价之高、赋税之重名列全国之首。同时这一带的文化水准也是全国最高的，产生的状元人数在全国科举考试中长期稳占一个很大的比重（清代的数字是全省占40％，苏州府占20％
），对全国的文化性格和审美趣味带来深远的影响。扬州和淮安2座府城因为是京杭大运河上漕运（南方粮食运往京城）和食盐贸易的控制点，因而名列中国长江以北少数几个最繁荣的城市之中。
| 府         | 附郭县        | 散州、厅         | 县                                                      |
| 应天府     | 江宁县 上元县 | /                | 句容县 溧水县 高淳县 溧阳县 江浦县 六合县               |
| 苏州府     | 吴县 长洲县   | 太仓州           | 常熟县 吴江县 昆山县 嘉定县 崇明县                      |
| 松江府     | 华亭县        | /                | 上海县 青浦县                                           |
| 常州府     | 武进县        | /                | 无锡县 宜兴县 江阴县 靖江县                             |
| 镇江府     | 丹徒县        | /                | 丹阳县 金坛县                                           |
| 淮安府     | 山阳县        | 海州 邳州        | 清河县 盐城县 安东县 桃源县 宿迁县 睢宁县 沭阳县 赣榆县 |
| 扬州府     | 江都县        | 通州 泰州 高邮州 | 仪真县 宝应县 兴化县 如皋县 泰兴县 海门县               |
| 徐州直隶州 | /             | /                | 丰县 沛县 砀山县 萧县                                   |

## 清朝
1645年，滿族清朝军队攻占扬州和南京，俘虏南明弘光皇帝，随即将南直隶改为江南省，最初设一位江南布政使司（驻江宁府），以及三巡抚(江南巡抚、凤庐巡抚和操江巡抚)。根据康熙年间的《大清会典》，布政使为一省之长。因此江南布政使的到任，可以认为江南省成立。清军在扬州、江阴和嘉定等地遭到激烈的抵抗，发生了扬州十日、嘉定三屠等惨剧。
顺治十八年，江南布政使分为左、右两位，分驻江宁府、苏州府。右布政使辖宁、镇、苏、松、常，左布政使辖余下地方。然这两位布政使仍冠以“江南”头衔，所以不可能认为江南分省。
康熙五年，江南右布政使增领扬州府、淮安府和徐州，左布政使则相应减少。因此左、右两布政使辖境已经和现在安徽、江苏两省十分接近。康熙六年，左、右布政使分别改为安徽布政使、江苏布政使（这是“安徽”、“江苏”这两个省名出现之始），依然分驻江宁府、苏州府，但江宁府本身属于江苏布政使辖境。此后，清代典籍里面“安徽”、“江苏”出现次数逐渐增加，但“江南省”字眼仍十分常见。康熙朝也并未有记载“分省”。所以这里的两个布政使辖境还只是两省的雏形罢了。另外，康熙二十九年，分定江南、浙江洋汛，嵊泗地域划归江南省江苏布政使司的崇明县。
乾隆二十五年，安徽布政使从江宁府前往安庆府。同时，江苏布政使一分为二——江宁布政使（驻江宁府）和江苏布政使（驻苏州府）。江苏省境内形成了一巡抚两布政的格局。不过，从清朝中期开始，巡抚逐步取代了布政使成为一省之长，所以江苏内部分两个布政的情况并不被认为是“分省”，毕竟名义上还有“江苏巡抚”统辖坐镇。至此江苏、安徽两省官僚体系完全定型，在清代文献中出现频率逐渐高过“江南”的频率，因而坐实了分省的事实。
在清代，江苏巡抚驻扎在苏州，安徽巡抚驻扎在安庆，在南京则设有节制江苏、安徽、江西三省的两江总督。江苏、安徽两省的乡试，则始终共用同一个江南贡院（在南京）。1780年以前，管理安徽民政的安徽布政使也长期寄驻在南京，1780年安徽布政使迁往安庆以后，在南京另设江宁布政使一职，管理江宁（南京）、扬州、淮安、徐州4府和通州、海州2直隶州。江苏学政驻扎在江阴。另外在淮安府城驻扎有漕运总督，府城西北15千米处的清江浦（今淮安市主城区）则驻扎有南河总督（江南河道总督）。两淮盐运使驻扎在扬州，负责管理在全国具有重要影响的两淮盐场，规定的销区包括长江中游的湖南、湖北、江西、安徽4省（称为“扬子四岸”）、河南省南部、江苏省江宁府以及长江以北各府；不过苏州、松江、常州、镇江四府的盐则来自浙江余姚、岱山，上海松江等地，盐商的店牌也由驻地杭州的巡抚盐漕部院两浙江南盐运使司颁发。
清代江苏省在沿海地区增设了3个直隶州：太仓直隶州、通州直隶州（南通）和海州直隶州，并将徐州由直隶州升为徐州府。由于人口大量增加，江苏南部许多县都一分为二，造成许多2个县共用1个县城的情况（民国以后消失），苏州城内甚至同时有3个县的县衙：吴县、长洲县和元和县，为全国唯一的特例。
1840年代，江苏开始受到西方的影响。1843年，江苏东南部原来一个不知名的小城市上海根据《南京条约》被辟为通商口岸，以后又设立了上海公共租界和上海法租界，迅速发展成贸易、金融和国际化的大都会，到20世纪初已经拥有数百万人口，在1927年，终于正式脱离江苏成为独立的院辖市。镇江和苏州也分别设立了英租界和日租界，其规模较小，其中镇江租界曾经一度较为繁盛，拉动城市向西扩展。
晚清时期，江苏南部受到太平天国(1851年 – 1864年，发源于遥远的广西，扰乱大半个南中国的基督教异端教派，1853年定都南京，改名天京）的重创，强烈影响达十余年之久，苏州的经济中心地位被當時的新興城市上海取代。
1864年7月，曾国藩弟曾国荃率湘军攻破天京后纵火杀掠。中央研究院院士、中央研究院近代史研究所创所所长郭廷以在其所著《近代中国史纲》引赵烈文《能静居日记》记载曾国荃率湘军攻入南京城后的情景：“湘军‘贪掠夺，颇乱伍。中军各勇留营者皆去搜括’，……‘沿街死尸十之九皆老者。其幼孩未满二、三岁者亦被戳以为戏，匍匐道上。妇女四十岁以下者一人俱无（均被虏），老者负伤或十余刀，数十刀，哀号之声达于四方。’凡此均为曾国荃幕友赵烈文目睹所记，总计死者约二、三十万人（死亡人数有争议）。”
| 府         | 附郭县             | 散州、厅    | 县                                        |
| 江宁府     | 江宁县 上元县      | /           | 句容县 溧水县 高淳县 江浦县 六合县        |
| 苏州府     | 吴县 长洲县 元和县 | /           | 常熟县 昭文县 吴江县 震泽县 昆山县 新阳县 |
| 松江府     | 华亭县 娄县        | 川沙厅      | 上海县 青浦县 金山县 南汇县 奉贤县        |
| 常州府     | 武进县 阳湖县      | /           | 无锡县 金匮县 宜兴县 荆溪县 江阴县 靖江县 |
| 镇江府     | 丹徒县             | /           | 丹阳县 金坛县 溧阳县                      |
| 淮安府     | 山阳县             | /           | 清河县 盐城县 阜宁县 安东县 桃源县        |
| 扬州府     | 江都县 甘泉县      | 泰州 高邮州 | 仪征县 宝应县 兴化县 东台县               |
| 徐州府     | 铜山县             | 邳州        | 宿迁县 睢宁县 丰县 沛县 砀山县 萧县       |
| 太仓直隶州 | 镇洋县             | /           | 嘉定县 宝山县 崇明县                      |
| 通州直隶州 | /                  | /           | 如皋县 泰兴县                             |
| 海州直隶州 | /                  | /           | 沭阳县 赣榆县                             |
| 海门直隶厅 | /                  | /           | /                                         |

## 中华民国

### 辛亥革命及中華民國建立
宣統三年（1911年）辛亥革命爆發後，南方各省紛紛宣佈獨立。九月十三日（11月3日），上海起義並宣布獨立，於3天後成立滬軍都督府；十五日（11月5日），江蘇巡撫程德全在蘇州宣布獨立，並於當日建立江蘇都督府。十月十二日（12月2日），江浙聯軍攻克南京，江蘇都督府遷往南京。在此之前，松江、無錫、鎮江、嘉定、南通、揚州、徐州、江寧等地相繼建立軍政分府及都督府。
民國元年（1912年）1月1日，中華民國臨時政府在南京成立，孫中山在此宣誓就任臨時大總統。1月9日，江蘇都督府遷回蘇州。此後廢鎮江都督府，置江北都督、徐州軍政長，為江蘇都督府的軍政分府。滬軍都督府改置為民政等廳。臨時政府北遷之後，江蘇都督府再次遷往南京。11月19日，置江蘇民政長，為全省民政長官。12月，軍民分治，省行政公署成立。
不久，袁世凯窃取了革命胜利的成果，於2月15日，被參議院選為臨時大總統，隨後孫中山正式宣佈解除自己臨時大總統職務，臨時參議院決定將政府遷往北京，是年3月，臨時政府北遷之後，袁世凯就此篡夺了中华民国最高权力，开始他的黑暗统治。袁在4月軍事會議，制定全國裁軍計畫，要求第一步把全國軍隊裁減一半。袁任命黃興為南京留守處留守，主要目的就是想利用黃興替他遣散軍隊，而黃竟以為建設時期已到，通過民主方式即可約束袁氏，因而大刀闊斧地在同盟會勢力所及的江南地區積極裁軍，如南京附近的革命軍隊，僅兩個月時間就三去其二，只編成３個師。因而在袁世凱準備以武力消滅革命黨人之時，革命黨人就已處於極度不利的境況之中。

### 反袁起義
民國二年（1913年）初，由同盟會聯合其它團體組成的國民黨在第一屆國會選舉中取得了壓倒多數的席位，國民黨代理理事長宋教仁準備著手組織內閣時，於3月25日在上海火車站遇刺身亡。孫中山由日返滬，商討對策，堅決主張對袁世凱進行討伐，但黨內意見極不統一，黃興等人以為軍事上不足與袁世凱抗衡，因而主張法律解決，黨內只有李烈鈞等少數人支持孫中山的意見，4月和5月，國民黨曾在上海兩次召開秘密會議，但未能統一意見，做出決策。而此時袁世凱則於4月26日與五國銀行團簽定2500萬英鎊的借款協定事之後，立即準備對國民黨進行討伐。北洋軍兵分二路，東路由第2軍軍長馮國璋率第4、5兩師及張勳、雷振春、倪嗣沖等部由津浦路與河南向南京、安徽進迫，另派海軍由鄭汝成率領在上海登陸，搶佔上海製造局。在部署基本就緒之後，於6月撤免李烈鈞、胡漢民、柏文蔚等都督職。孫中山見戰爭迫在眉睫，不顧黨內反對意見，毅然決定發動討袁戰爭。在7月12日李烈鈞發佈討袁檄文及通電後，原不贊成武力討袁的黃興，因遭到黨內激進派的責難，自告奮勇赴南京，與李烈鈞互為回應，於15日宣佈討袁，被推為南京討袁軍總司令。隨後，安徽、湖南、廣東、福建、四川等省也先後宣佈獨立。袁世凱於7月23日宣佈通緝孫中山。
江蘇方面，江蘇討袁軍冷遹的第3師駐守徐州，與北洋軍張勳等部在利國驛一帶激戰，互有進退，後因北洋軍兵力增加，而討袁軍中則有部隊被北洋軍策反，致使戰線崩潰，7月24日放棄徐州。原計劃前線各軍在臨淮關設防再守，但後因江西及徐州戰事失利，軍心渙散，各師相繼自行撤退，馮國璋即率北洋第2軍很快渡江，黃興於萬不得已中一走了之。駐守南京的革命軍在沒有領導和統一指揮下，進行了天堡城保衛戰，人自為戰，血戰20餘天，至9月11日，終因兵力懸殊，南京失守。上海方面，陳其美於7月22日率蔣中正、劉福彪等部進攻北洋軍盤踞的上海製造局，但久攻未下，被迫撤退。居正、鈕永鍵防守的吳淞炮台，在北洋海軍的攻擊之下，堅持到8月13日終於失守。其他各省，或敗或降，江南基本上落入袁氏之手。大批革命黨人慘遭殺害，孫中山、黃興等人被迫流亡日本。
民國四年（1915年）12月，雲南護國軍起義反袁，隨著北洋軍全線崩潰及各省紛紛宣布獨立，使袁遭到沉重打擊。民國五年（1916年）6月6日，袁世凱去世。

### 江浙戰爭
袁世凱死後，全國陷入軍閥割據狀態，江蘇此時為直系軍閥馮國璋的勢力範圍。這一時期，江蘇的民族工商業迅速崛起，無錫、南通和常州的紡織工業得到較大發展。民國元年（1912年）到十四年（1925年）之間，津浦鐵路和隴海鐵路陸續通車，徐州作為鐵路樞紐，再度成為一個重要城市。
直系軍閥獨攬北京政權以後，咄咄逼人，不可一世。各種反直勢力深感壓力，民國十三年（1924年）9月，孫中山、張作霖、段祺瑞正式組成反直同盟，雙方又在尋找新的戰機。浙江督軍盧永祥和松滬護軍使何豐林原為皖系，而江蘇督軍齊燮元為直系將領，直系千方百計想將上海和浙江劃入自己勢力範圍，因而此一戰勢不可免。9月，齊燮元藉口盧永祥收容了直系軍閥孫傳芳擊敗的福建皖系臧致平、楊化昭部隊，向盧發動進攻，戰端即開。直系為打敗盧永祥，動員了蘇、皖、閩、贛、鄂、6個省的直軍共5個師5個旅，共4萬多人，由齊任總司令，分路向上海、長興等地發動進攻。盧永祥則將其所屬部隊及從福建退入浙江的皖軍組成淞滬聯軍與之對抗。9月3日，兩軍在黃渡相遇，戰爭爆發。上海為兩軍爭奪焦點，因而雙方均將主力集中於淞滬周圍，反復激戰於黃渡、安亭、瀏河、南翔、羅店、青浦、嘉定之間。後孫傳芳率部由閩入浙，防守仙霞嶺的盧軍一部倒戈，浙江戰場激變，盧永祥被迫放棄浙江。9月25日孫傳芳進入杭州。之後，齊燮元指揮各路直軍全力進攻淞滬，掃清上海週邊，直抵龍華。10月3日、盧永祥通電下野，14日齊燮元軍隊進佔上海，江浙戰爭結束。
民國十四年（1925年）10月，在浙江的直系軍閥孫傳芳自任浙、閩、皖、贛、蘇五省聯軍總司令，分兵進攻奉系軍閥。奉軍為縮短戰線保存實力，將部隊從上海、南京一帶撤至徐州，從此東南五省成為孫傳芳的勢力範圍。

### 北伐戰爭
民國十五年（1926年）7月，國民革命軍在廣州誓師北伐，在兩湖擊敗吳佩孚取得勝利之時，準備在江西開闢新的戰場，實現消滅孫傳芳的戰略目標。8月下旬，孫傳芳在南京召開軍事會議，決定從蘇、浙、皖抽調兵力，組成援贛軍，任命盧香亭為總司令，率兵進入江西，孫傳芳隨後趕赴江西親自督戰。11月上旬北伐軍進入南昌，孫傳芳潛逃南京。孫傳芳在江西戰場投入的10萬兵力，絕大部分被北伐軍殲滅，動搖了孫在東南五省的統治。
在北伐軍取得重大勝利之時，奉系軍閥張作霖決定出兵援助孫傳芳及吳佩孚。民國十六年（1927年）1月7日，國民革命軍總司令部在南昌召開軍事會議，決定即先攻取浙江、淞滬，消滅孫傳芳主力，然後合攻南京。北伐軍編為3路，東路由何應欽任總指揮，白崇禧為前敵總指揮，以第一軍為主，轄6個縱隊，分2路由贛東和閩北進攻浙江，奪取杭州、上海。2月下旬，北伐軍在浙江戰場取得勝利之後，立即進軍蘇、皖，攻取滬、寧，以東路軍的第1、2、3縱隊沿滬杭線進攻上海，第4、5、6縱隊及中路軍的第二軍進攻蘇、錫、常一帶，兩路協同圍殲浙滬之敵，而後與江右軍會攻南京。此時孫傳芳將餘部２萬餘人全都佈署在上海周圍的松江、青浦、蘇州一線，準備決戰到底。直魯軍也派萬餘人分赴上海、松江、南京、鎮江等地助戰。3月13日，兩軍在蜀山、張諸、溧陽一帶展開激戰，14日北伐軍攻克張諸、蜀山、宜興，佔領溧陽，至20日，各縱隊分別佔領滬寧線上黃村、奔牛、呂城、常州、丹陽等地，切斷上海與南京的聯繫。北伐軍此時重新佈署，東路軍由白崇禧率領第1、2、3縱隊進攻上海，第4、5、6縱隊配合，主力進攻松江之敵。北伐軍與直魯軍激戰兩晝夜，於3月21日奪取松江，上海門戶已開。何應欽即命各部向上海進攻，第一師攻佔龍華，第二十六師至梅家街，第二十一師進佔蘇州，海軍進攻吳淞，上海已為北伐軍四面合圍。3月21日上海工人在國民黨鈕永建和共產黨周恩來等領導下，發動第三次武裝起义，佔領了除租界以外的上海市區，並建立起一支2700人的工人纠察队。3月22日，白崇禧率部進入上海。
3月20日，中路軍的程潛命包圍南京的各部隊向南京週邊各據點發起猛攻，經過3日激戰，陸續攻克陶鎮、秣陵關、龍都鎮、江寧鎮，直逼南京近郊。何應欽所率東路軍也到達鎮江。3月23日，程潛下令總攻南京，當天即突入南京城，孫軍與直魯軍倉惶潰逃，北伐軍俘虜4000餘名，繳槍300餘枝，炮百門，夺取南京。
蒋介石控制东南五省及宁、沪等地后，即与帝国主义和江浙财阀携手，准备发动清党行动，消灭共产党，建立其自己的独裁统治。4月12日，蒋介石在上海对共产党人和工人群众进行大屠杀。事后，親共的汪精衛武漢國民政府在4月15日於武漢召開的國民黨中央第二屆常委會第七次擴大會議，嚴厲聲討蒋介石並決定開除其黨籍，免去其本兼各職4月18日，蒋介石在南京成立國民政府，和武漢國民政府對立，是為「寧漢分裂」。

### 南京十年
民國十六年（1927年）4月，蒋介石在南京建立中央政府，定南京為首都。民國十七年（1928年）東北易幟後，中華民國在名義上完成了統一。並在10年之內，同時進行了一些現代化建設，包括修建了早期的公路網。国民党政府正式定都南京後，進行了大規模的首都建設。南京和上海脫離江蘇省成為獨立的院轄市，江蘇的省會則於民國十八年（1929年）遷往鎮江。

### 抗日戰爭
民國二十六年（1937年）7月全面爆發的抗日戰爭中斷了中華民國的黃金時代。在国民党军消极抵抗及日军的狂轰滥炸下，使得滬寧鐵路沿線的鎮江、無錫、蘇州等城市都受到不同程度的破壞。12月13日，南京陷落，3個月之久遭受日軍殘酷的南京大屠殺。滬寧鐵路沿線的鎮江、無錫、蘇州等城市的商業區也受到不同程度的破壞。鎮江陷落以後，国民党江蘇省會遷往蘇北。南京成為中國東部淪陷區汪精衛政权的伪都。汪精衛政權在蘇州設伪江苏省政府，民國三十三年（1944年）曾以徐州為中心設立了伪淮海省。抗戰期間，共产党的新四军则在江苏北部的农村地区立足，在盐城设立军部，创建了苏南、皖南、皖中和豫东等抗日根据地，部队发展到2.5万人，为敌后抗日游击战奠定了基础。到民國三十四年（1945年）戰爭結束時，部队发展到40万人。新四军收复了清江浦（淮陰），作為蘇皖邊區政府的首府。

### 全面內戰
戰後，国民党政府從重慶還都南京，而中国共产党则控制了部分苏北地區。11月30日，在淮安成立蘇皖邊區政府。不久，国民政府依持其军事上的优势，企图一举消灭立足于东北与华北的中国共产党政权。
民國三十五年（1946年）7月，国军调集重兵向蘇中和蘇北的新四軍駐地發動進攻。解放军在华东司令员粟裕的指挥下，对国军發起蘇中戰役，與国军激戰到12月底，国军攻佔了蘇北全部城鎮，解放军被迫退出蘇北。
民國三十七年（1948年）11月辽沈战役後，国民政府為了避免徐州部队重蹈東北部队全軍被殲的覆轍，決定將主力收縮到津浦路的徐州至蚌埠段兩側，採取攻勢防禦，以阻止解放軍南下。必要時將放棄徐州，憑藉淮河進行抗擊，以確保南京、上海的安全。同年底，国军、解放军在徐州附近一帶進行的淮海戰役，解放军歼灭了国民党军近60萬大軍，並攻占了長江長江中、下游以北的廣大地區。淮海战役的胜利，使国民政府在華東、中原戰場上的主要兵力喪失殆盡，首都南京及金融中心上海處於人民解放軍的直接威脅之下。同時，由於此戰国军黃埔軍系損失大半，造成蒋介石在国民政府內之地位動搖，以李宗仁、白崇禧為首的之桂系藉此對他攻擊，使蒋介石於民國三十八年（1949年）1月底被迫引退，由李宗仁代理總統職權。
到了同年4月，国民政府拒绝在国内和平协议上签字，國、共雙方和談宣告破裂。人民解放軍發動渡江戰役，迅速渡過長江，占领江陰要塞，並攻陷国民政府首都南京，国民政府南遷至廣州。同月23日，人民解放軍進入鎮江。

## 中华人民共和国

### 毛泽东时期
中华人民共和国成立后，定都北京。建国初江苏省曾分设苏北行署和苏南行署，1953年苏北行署、苏南行署与南京直辖市合并，成立江苏省，省会南京。
与安徽省的省界有小幅的调整：盱眙县和泗洪县划归江苏，作为交换，江苏徐州的萧县和砀山县划给了安徽。但这又使得历史上长期隶属于扬州的天长县成为伸入江苏境内的一个锲子。

### 改革开放后
1980年代，江苏南部就以乡镇企业著称。但邓小平的经济改革起初的热点集中在南部海岸的广东省，迅速将江苏抛在后面。
1990年代开始，以上海为中心的长江三角洲地区得到重视，江苏南部与上海联系紧密的两个城市苏州和无锡发展迅速，国内生产总值均超过省会南京，名列全国十强。而南京经济总量大约在全国15名上下。
苏南形成了常锡一带的民营重工业，苏州地区的民营纺织业和民营水产养殖业，与上海、浙江一起形成了苏浙沪民营产业中心，这是一个同广东珠三角地区并列的中国两大民营经济中心。十一届三中全会以后苏南民营经济的迅速崛起是近30年来苏南经济转型和发展的最关键因素。
以南京老市区的江南部分为代表，南京作为省会城市和华东第二大中心城市，集中江苏省内的重大国有项目；目前苏州市区（不含昆山五个县级市）的规模以上工业增加值以及一般预算地方财政收入已经逼近南京主城。

## 共和国建立后主要领导人
- 省委书记
  - 陈丕显（1949年5月 - 1952年10月）（苏南区委书记）
  - 萧望东（1949年5月 - 1952年10月）（苏北区委书记）
  - 柯庆施（1952年10月 - 1954年8月）
  - 江渭清（1954年8月 - 1970年12月）
  - 许世友（1970年12月 - 1977年12月）
  - 许家屯（1977年12月 - 1984年12月）
  - 韩培信（1984年12月 - 1989年12月）
  - 沈达人（1989年12月 - 1993年9月）
  - 陈焕友（1993年9月 - 1999年12月）
  - 回良玉（1999年12月 - 2002年12月）
  - 李源潮（2002年12月 - 2007年10月）
  - 梁保华（2007年10月 - ）

- 省长
  - 谭震林（1952年11月 - 1955年2月）
  - 惠浴宇（1955年2月 - 1968年3月）
  - 许世友（1968年3月 - 1977年12月）（革委会主任）
  - 许家屯（1977年12月 - 1979年12月）（革委会主任）
  - 惠浴宇（1979年12月 - ？）
  - 韩培信（？ - 1983年5月）
  - 顾秀莲（1983年5月 - 1989年4月）
  - 陈焕友（1989年4月 - 1994年9月）
  - 郑斯林（1994年9月 - 1998年9月）
  - 季允石（1998年9月 - 2002年12月）
  - 梁保华（2002年12月 - 2008年1月）
  - 罗志军（2008年1月 - ）